# 原絵里
原 絵里（はら えり、1985年2月4日 - ）は、日本のタレント、女優。長野県出身。オスカープロモーション所属。

## 出演

### バラエティ
- いいらいふ（2007年、千葉テレビ）
- 加藤夏希のトレンドアイズ（2008年4月 - 2009年3月、BS日テレ） - リポーター
- ビジネスクリック（2009年4月 - 10月、TBS） - ナビゲーター
- 真王伝説（2009年7月 - 9月・2010年1月 - 3月、テレビ埼玉）
- なるほど!ホームドクター（2012年、BS-TBS） - リポーター

### テレビドラマ
- コスプレ幽霊 紅蓮女 第11話（2008年3月21日、テレビ東京） - 吉本有香 役
- Cafe吉祥寺で（2008年、テレビ東京）
- 土曜ワイド劇場「新聞記者 鶴巻吾郎の事件簿4」（2010年11月13日、テレビ朝日）- マリナ 役
- 松本清張特別企画・一年半待て（2010年12月8日、BS-TBS） - 店員 役
- 水曜ミステリー9「森村誠一サスペンス 刑事の証明4」（2012年10月31日、テレビ東京）- 藤田晴美 役
- プレミアムよるドラマ「POWER GAME〜パワーゲーム〜」第1・2話（2013年8月10日・17日、NHK BSプレミアム） - 秘書 役
- ドクター調査班〜医療事故の闇を暴け〜 第4話（2016年5月13日、テレビ東京） - 藤吉かおり 役

### ラジオ
- Groove Factory（2008年4月 - 9月、ミュージックバード）

### 舞台
- 夢の続き…（2007年8月、シアターグリーン）
- いつの頃から（2007年11月、ウッディシアター中目黒）
- DREAM〜Sunflower〜（2008年1月、東京芸術劇場）
- 愛が殺せとささやいた（2011年9月、草月ホール）